# Једнакост (часопис 1910-1920)
Једнакост је био гласило Српске социјалдемократске партије намењено женама чланицама. Излазио је два пута месечно, у периоду од 1910. до 1920. године

## О часопису
По повратку Димитрија Туцовића, секретара Српске социјалдемократске партије, са Међународног конгреса социјалисткиња, одржаног у Копенхагену августа 1910. године, већ 12. септембра основан је Секретаријат социјалдемократкиња. Секретаријат је 1. октобра исте године, по узору на немачки истоимени лист који је уређивала Клара Цеткин, покренуо свој лист, орган жена социјалдемократа Једнакост, путем кога је позивао жене да уђу у борбу против своје економске и политичке потчињености. Следеће године, у марту, по први пут је у Европи организовано обележавање Међународног дана жена, а у Србији је овај празник обележен управо у Једнакости.
Лист Једнакост излазио је у тиражу од 4.000 до 5.000 примерака. Издржавао се од претплате и добровољних прилога које су прикупљале жене. Уз први број 1911. године изашао је и додатак За нашу младеж. Током 1920, последње године излажења, лист је излазио у ћириличном и латиничном издању. Нумерација је сваке године почињала бројем 1.

## Уредници
Од првог објављеног броја власник и одговорни уредник у име Српске Социјалдемократске Партије био је Милош Тимотић. Од 1914. главни уредник је Јордан Крстић, а од 1920. Боривоје Марковић, док власништво преузима Иван Чоловић.
Иако су главни уредници били мушкарци, часопис су уређивале и жене. Једна од њих била је и Милица Ђурић Топаловић, новинарка, професор Универзитета у Београду, борац за женска права, једна од првих жена-социјалиста у Србији и супруга политичара Живка Топаловића.

## Галерија
- Страна 4 броја 1 из 1910.
- Насловна страна броја 6, 1910.
- Број 6, страна 28, 1910.
- Број 14, 1911.
- Насловна страна броја 10 из 1914. године
- Насловна страна броја 12 из 1914. године